# Ermita de Nuestra Señora de los Remedios (Valencia de Alcántara)
La ermita de los Remedios es una ermita situada en la localidad de Valencia de Alcántara (Cáceres, España). En ella se encuentra la patrona de la villa, la Virgen de los Remedios, una imagen muy querida en la localidad y en los caseríos de la campiña valentina.
La actual ermita es de 1946, año en el que se reformó y se amplió. El resultado de esa ampliación es la ermita que hoy existe en Valencia de Alcántara. El primer domingo de septiembre se celebra el día de los Remedios, festividad de la patrona de la villa; la ermita y sus alrededores se llenan de romeros y valentinos venidos incluso desde otras partes de España que han venido a pasar un día al lado de su Virgen.

## Historia
De una pequeña ermita que existía ya en 1682 ha surgido el santuario actual de la Patrona de la Villa de Valencia de Alcántara. La ermita de los Remedios está situada en el cerro homónimo, a escasa distancia de la población. 
Por lo que respecta a la talla de la Virgen, se trata de una imagen vestida, cuya mitad superior es de madera tallada. Descansa sobre bastidor. Fue restaurada por José María Fernández en 1969.

## Descripción

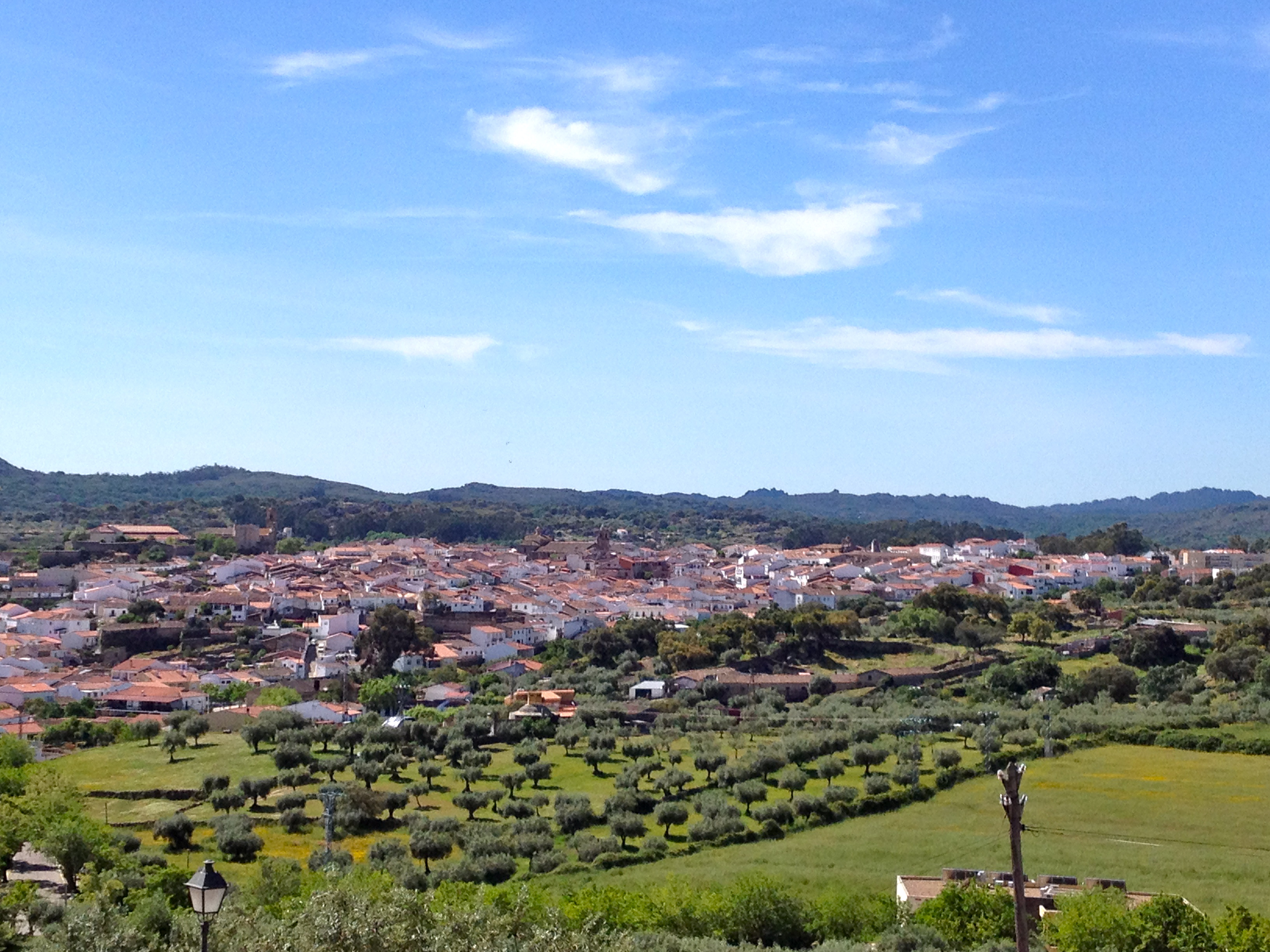
Valencia de Alcántara desde la ermita.

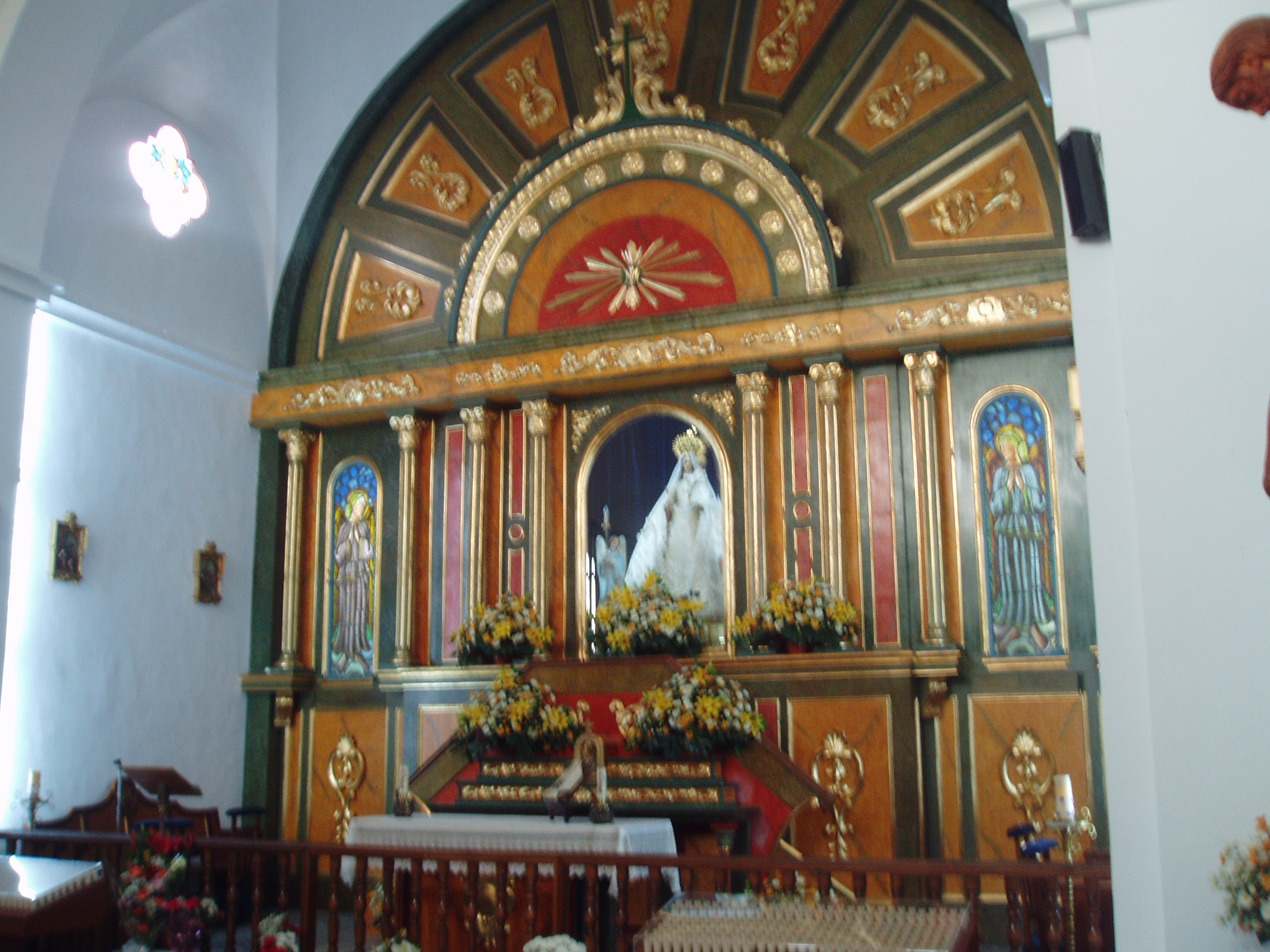
Altar mayor de la ermita de los Remedios.

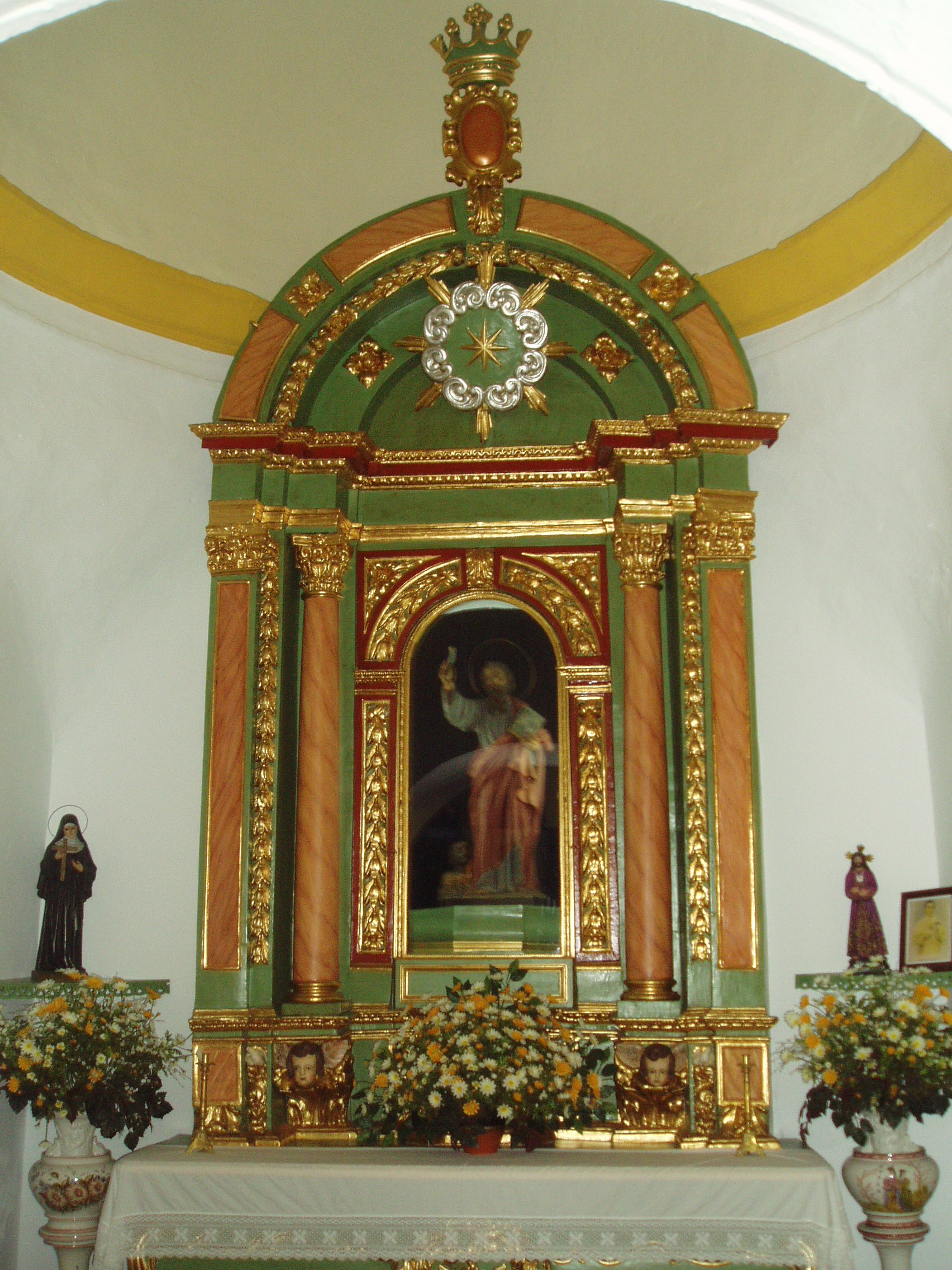
Altar de San Bartolomé.

En el interior de la ermita, a mano izquierda, hay una escalerita que accede a un pequeño coro; a mano derecha, se encuentra una tienda de recuerdos de la Virgen (aquí se colocaban antiguamente las velas, lo que es una capilla votiva). Al lado derecho de la nave se encuentra la capilla del patrón de Valencia de Alcántara, San Bartolomé, con un retablo donde se encontraba la Virgen de los Remedios anteriormente, antes de las obras de ampliación de 1946. Este retablo fue de madera hasta el año 2008, cuando se hizo una reforma dándole hoy un resultado más moderno. Entre la puerta de la sacristía y la capilla de San Bartolomé está situado un Cristo crucificado de madera realizado en la Casa Garín de Madrid. Aparte de la gran lámpara de bronce y cristal y de las vidrieras que representan a los cuatro evangelistas y las dos que se encuentran a ambos lados de la imagen de la Virgen, la obra más importante de la ermita es el retablo que esta preside. El primitivo retablo era de madera y estaba realizado en diversos tonos marrones adornado con elementos dorados. En 1978, 32 años después de la ampliación de la ermita, se reformó el retablo; el diseño y la estructura se dejaron como estaban, y se quitaron los tonos marrones para dar paso a otros más claros (verdes y cremas). Cuatro años después, en 1982, la Hermandad de la Virgen de los Remedios encarga la realización de un camarín nuevo, ya que era un espacio muy reducido; a ambos lados del retablo se pusieron dos puertas: una a la derecha, que da acceso al camarín, y otra a la izquierda por la que se entra al sótano de la ermita. En 1998 se hizo la última reforma del retablo, dándole el aspecto existente hoy en día, de estilo neoclásico. Las puertas del camarín y el sótano se camuflaron con el retablo. En agosto de 2017, se inauguró la nueva sala de exposiciones, instalada en el sótano; se encuentra bajo el camarín de la Virgen, y en ella pueden verse los diferentes trajes y mantos que posee la patrona.
A principios de los 90, se acometieron las obras para realizar la plazoleta de la ermita, donde se realiza cada primer domingo de septiembre la tradicional subasta de ofrendas.